# Ołtarz z Dijon

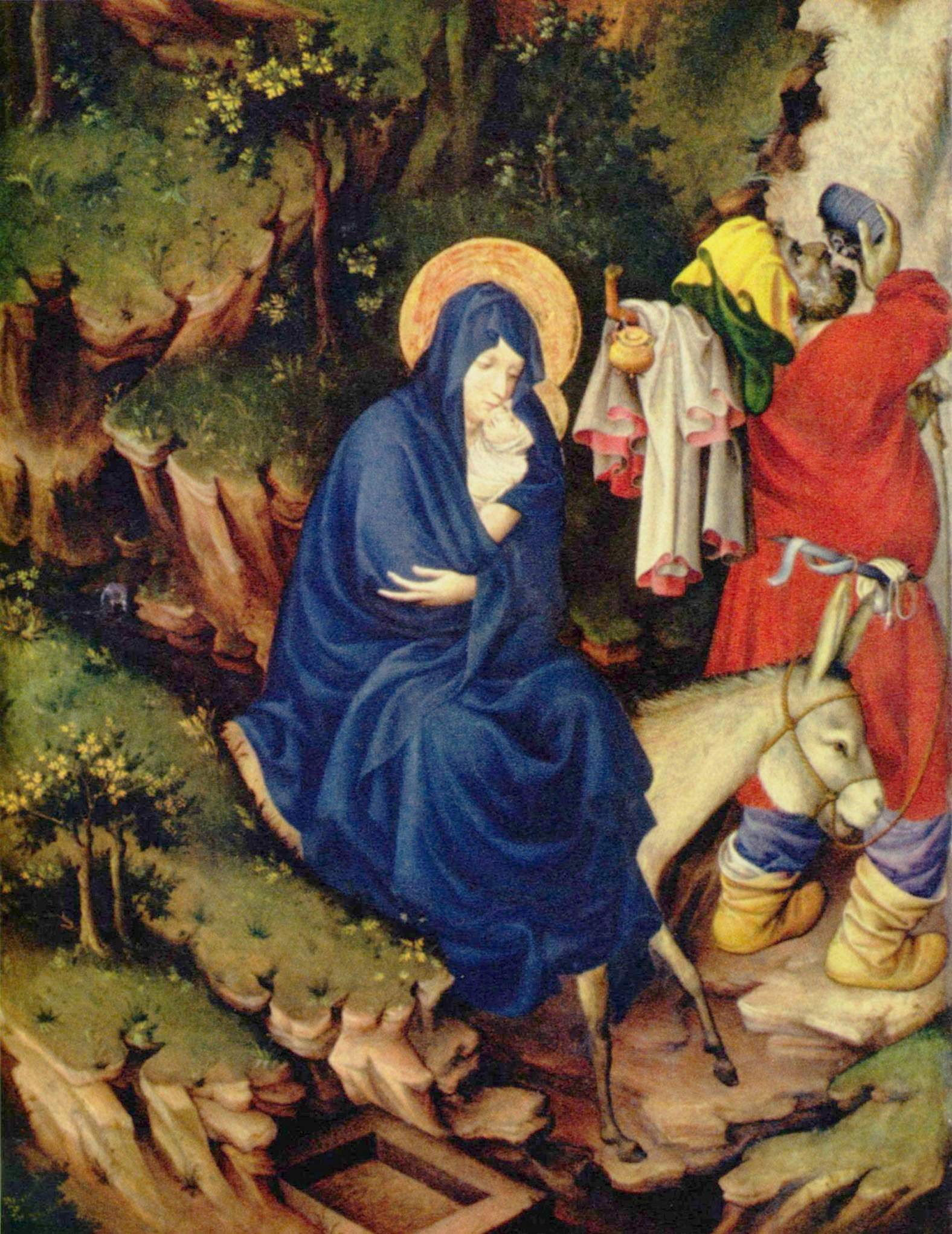
Fragment Ołtarza z Dijon – ucieczka do Egiptu

Ołtarz z Dijon (fr. Le Retable de la Crucifixion – Ołtarz Ukrzyżowania) – nastawa ołtarzowa w formie tryptyku, wykonana w latach 1392-97 na zamówienie Filipa III Śmiałego dla kartuzji w Champmol k. Dijon. Część centralna i skrzydła od wewnątrz dekorowane są rzeźbami Jacques'a de Baerze, a skrzydła od strony zewnętrznej – malowidłami Melchiora Broederlama. Ołtarz przechowywany jest obecnie w Musée des Beaux-Arts w Dijon. 

## Część rzeźbiarska
Rzeźby znajdują się w części środkowej oraz od wewnątrz skrzydeł. Wykonane zostały z drewna lipowego.
Część środkowa zawiera u góry dekorację mikroarchitektoniczną z przedstawieniami apostołów i aniołów. Poniżej sceny z życia Jezusa: z lewej Dzieciątko adorowane przez trzech króli, w centrum – ukrzyżowanie, z prawej – złożenie do grobu.
Skrzydła przedstawiają postaci świętych; lewe: Jerzego, Marię Magdalenę, Jana Ewangelistę, Katarzynę Aleksandryjską i Krzysztofa; prawe zaś: prawdopodobnie Jana Chrzciciela, Barbarę, Ludwika, Małgorzatę i Antoniego.

## Część malarska
Obrazy umieszczone są na zewnątrz skrzydeł. Wykonane zostały w technice tempery na desce. Malarz przedstawił sceny opowiadające o życiu Marii, na obrazach rozgrywają się równocześnie, a zgodnie z opisem biblijnym następują po sobie (kompozycja symultaniczna). Od lewej są to: Zwiastowanie Pańskie, Nawiedzenie św. Elżbiety, ofiarowanie Pana Jezusa w świątyni i ucieczka do Egiptu. Wydarzenia te rozgrywają się we wnętrzach lub na tle pejzażu. Bogato zdobione budynki ukazane są w przekroju i napierają na formacje gór i lasu, które stromo wznoszą się ku górnemu brzegowi obrazu.
Lewe skrzydło zawiera sceny Zwiastowania i Nawiedzenia. Przedstawione na nim elementy mają znaczenie symboliczne. Orientalna, romanizująca budowla w tle symbolizuje czasy Starego Testamentu; budowla z elementami gotyckimi – czasy Nowego Testamentu. Połączenie dwóch stylów architektonicznych w scenie Zwiastowania ma symbolizować przejście starego w nowe. Biała lilia i zamknięty ogród (widoczny jest fragment obmurowania za postacią anioła) to symbole czystości Marii. Nad głową Marii widoczne są rzeźby proroków zapowiadających narodzenie Chrystusa.
Prawe skrzydło zawiera sceny ofiarowania Jezusa w świątyni oraz ucieczki Świętej Rodziny do Egiptu.

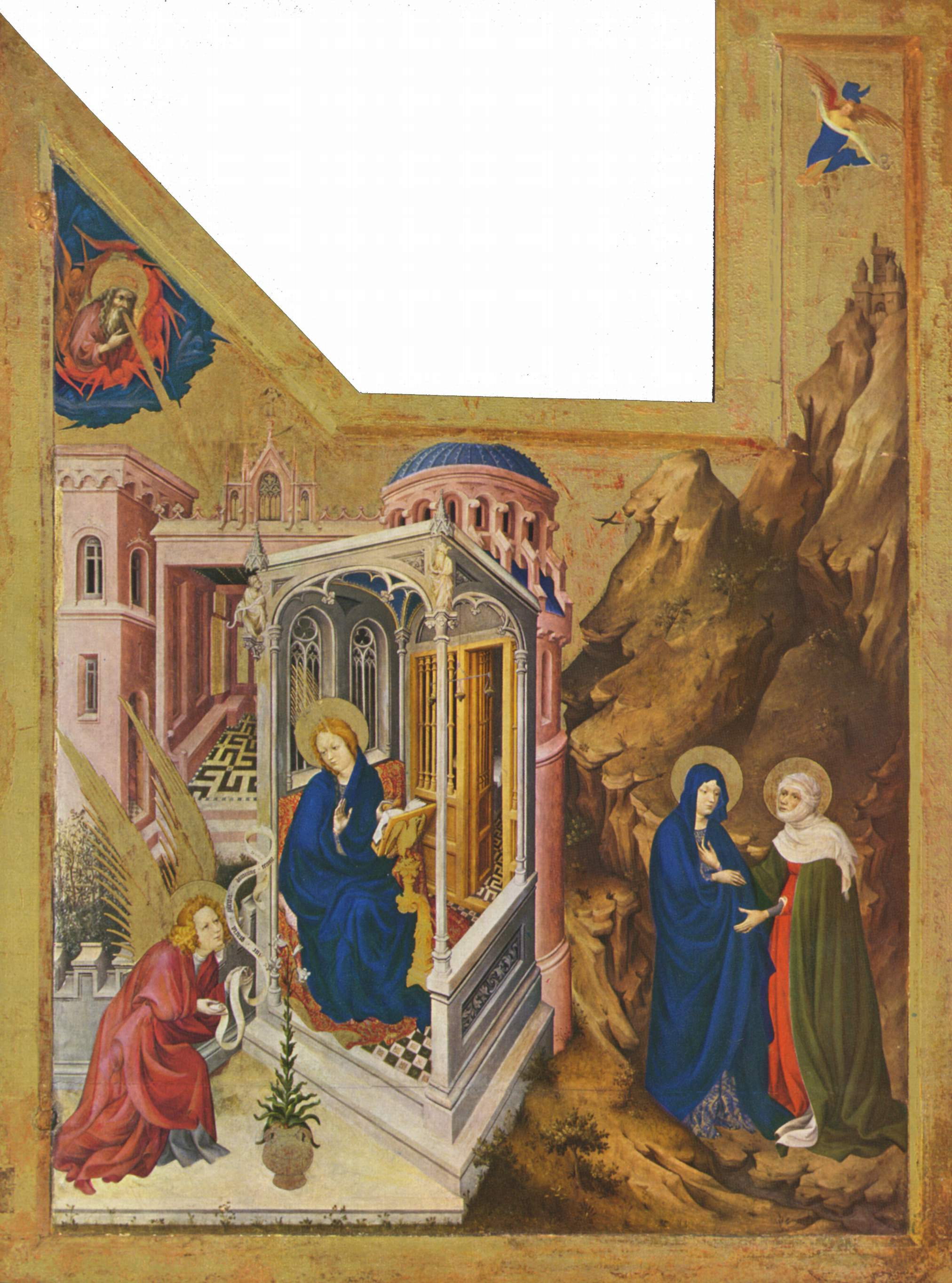
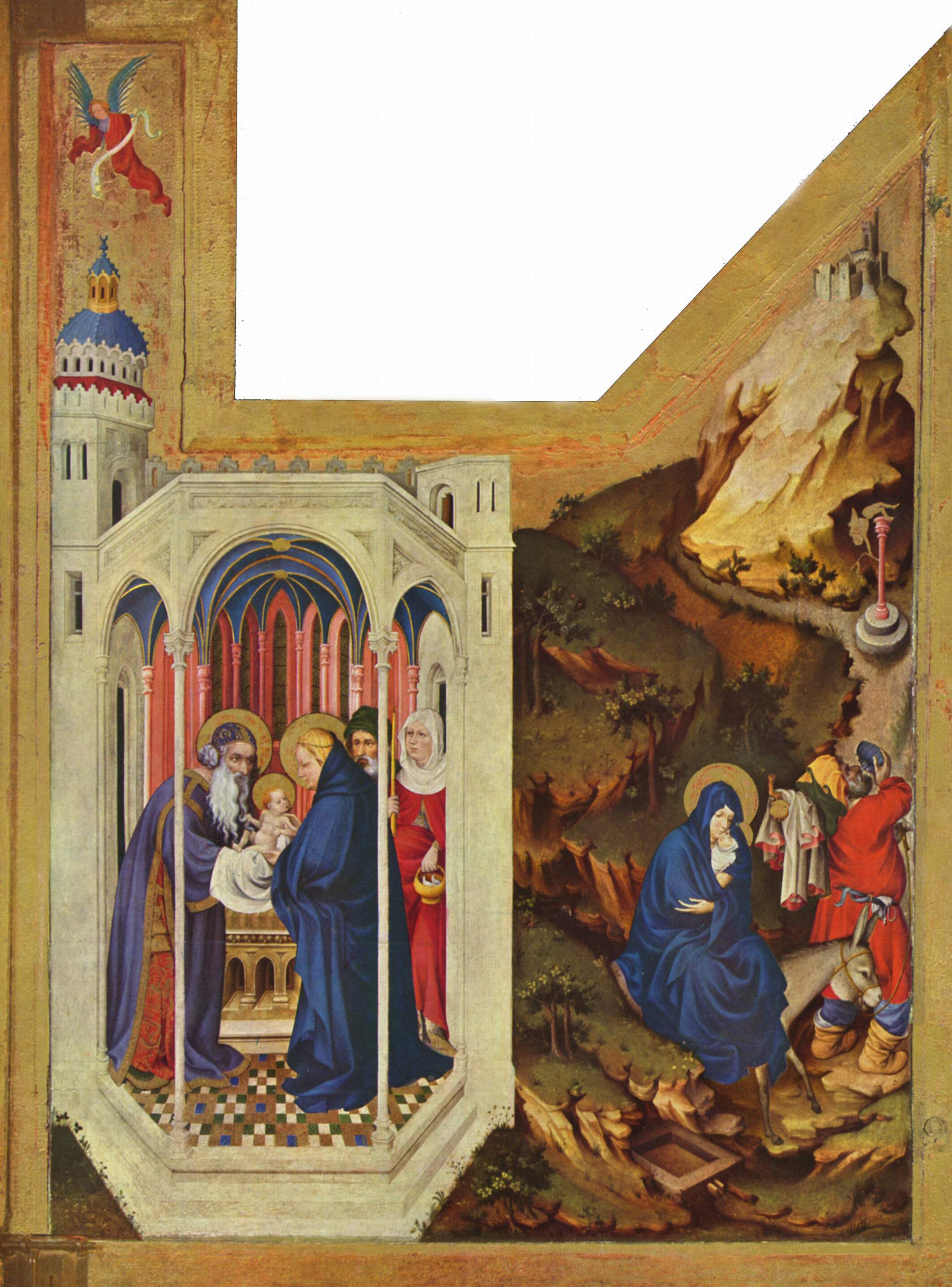